# Weranika Zepkala

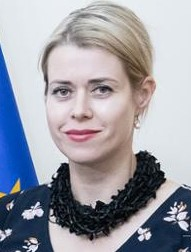
Weranika Zepkala (2020)

Weranika Walerjeuna Zepkala (belarussisch Вераніка Валер’еўна Цапкала, russisch Вероника Валерьевна Цепкало Veronika Tsepkalo; * 7. September 1972 in Mahiljou) ist eine belarussische parteilose Bürgerrechtlerin.

## Leben
1998 schloss Zepkala ein Studium an der Fakultät für Internationale Beziehungen der Belarussischen Staatlichen Universität mit einem Diplom in Internationalen Beziehungen ab. Von 2004 bis 2006 studierte sie an der School of Management and Business der Belarussischen Staatlichen Wirtschaftsuniversität. Im Jahr 2008 studierte sie an dem National Institute of Small and Medium Enterprises in Hyderabad, Indien. Sie ist tätig für Microsoft.
Nachdem Zepkalas Mann Waleryj im Mai 2020 angekündigt hatte, für die Präsidentschaftswahl in Belarus zu kandidieren, begleitete sie ihn auf Veranstaltungen. Waleryj Zepkala wurde von der Wahlkommission jedoch nicht als Kandidat zugelassen. Er verließ im Juli 2020 mit den gemeinsamen Kindern das Land, um sich in Sicherheit zu bringen. Zuvor waren Drohungen gegen die Kinder ausgesprochen worden. Die Oppositionellen Swjatlana Zichanouskaja, Wiktar Babaryka und Zepkala schlossen sich zu einem Bündnis zusammen, das einen gemeinsamen Wahlkampf organisierte. Bei Auftritten vertrat Weranika Zepkala dabei ihren Mann. Später unterstützte sie die Kampagne der einzigen zugelassenen Oppositionskandidatin Swjatlana Zichanouskaja. Selbst von den Behörden unter Druck gesetzt, verließ sie am Vorabend der Wahl das Land und sah ihren Mann in Moskau wieder. Ab September 2020 hielt sie sich nach Medieninformationen in der Ukraine auf.
Im Sommer 2024 verurteilten die belarussischen Behörden Weranika Zepkala in Abwesenheit zu zwölf Jahren Gefängnis.

## Auszeichnungen
2021 wurde Zepkala zusammen mit den belarussischen Oppositionspolitikerinnen Swjatlana Zichanouskaja und Maryja Kalesnikawa der Fritz-Csoklich-Demokratiepreis zuerkannt.
Dasselbe Trio erhielt den Karlspreis 2022. Für die inhaftierte Kalesnikawa nahm ihre Schwester den Preis in Empfang. Die deutsche Außenministerin Annalena Baerbock würdigte den gemeinsamen Kampf der Frauen für die Einheit und Freiheit Europas.